# 11258 Аояма
11258 Аояма (1978 VP1, 1989 UD4, 11258 Aoyama) — астероїд головного поясу, відкритий 1 листопада 1978 року.
Тіссеранів параметр щодо Юпітера — 3,196.